# Atıf Yılmaz
Atıf Yılmaz Batıbeki (9 de desembre de 1925 - 5 de maig de 2006) va ser un reconegut director de cinema, guionista i productor de cinema turc. Va ser tota una llegenda a la indústria cinematogràfica de Turquia amb 119 pel·lícules dirigides. També va escriure 53 guions i va produir 28 pel·lícules des de 1951. Va estar actiu en gairebé tots els períodes de la indústria cinematogràfica turca.

## Primers anys
Atıf Yılmaz va néixer el 9 de desembre de 1925 a Mersin, en una família kurda originària de Palu. Després d'acabar el batxillerat a Mersin, va assistir a la Facultat de Dret de la Universitat d'Istanbul. A causa del seu interès per les arts, va abandonar la Facultat de Dret i va entrar al Departament de Pintura de l'Acadèmia de Belles Arts d'Istanbul. Després de graduar-se a l'Acadèmia, va fer algunes obres de pintura en tallers. La seva formació en pintura el va ajudar a l'hora de dirigir les seves pel·lícules, com va comentar una vegada.

## Carrera cinematogràfica
Al principi, va treballar com a crític de cinema, va fer quadres i va escriure guions de cinema per guanyar-se la vida. Després de codirigir dues pel·lícules com a ajudant de direcció de Semih Evin el 1950, la seva carrera de director va començar amb la pel·lícula Kanlı Feryat (El crit de sang). El 1960, va establir la seva companyia cinematogràfica "Yerli Film" amb l'actor Orhan Günşıray.
Les pel·lícules més importants de la seva filmografia van ser: Hıçkırık (The Sob), Alageyik (The Fallow Deer), Suçlu (The Guilty One), Seni Kaybedersem (Si et perdo), Yaban Gülü (La rosa salvatge), Kesanlı Ali Destanı (L'èpica de Kesanli Ali), Taçsız Kral (El rei sense corona), Toprağın Kanı (La sang de la terra), Ölüm Tarlası (Camp de la mort), Utanç (La vergonya), Zavallılar (La gent pobra), Selvi Boylum, Al Yazmalım (La meva noia amb la bufanda vermella)), Baskin (La incursió), Adak (El sacrifici), Bir Yudum Sevgi (Un glop d'amor),  Adı Vasfiye (El seu nom és Vasfiye), Berdel, Düş Gezginleri (Caminant després de mitjanit), Eylül Fırtınası (Després de la caiguda) i Mine.
Va fer pel·lícules amb fluïdesa i amb missatges socials principalment. La majoria dels temes de les seves pel·lícules eren tabú quan es van produir. Particularment "Mine" i "Adı Vasfiye" van ser revolucinàries en el moment del seu llançament amb temes relacionats amb la sexualitat i la reacció de la societat.
Mai va deixar de fer pel·lícules al llarg de la seva vida i fins i tot en el moment en què la indústria va deixar de fer pel·lícules per motius econòmics.
Atıf Yılmaz va tenir un paper important en la carrera professional de notables directors de cinema turcs com Halit Refiğ, Yılmaz Güney, Şerif Gören, Zeki Ökten i Ali Özgentürk.
Durant el Festival de Cinema d'Antalya el setembre de 2005, va ser ingressat a l'hospital amb queixes gastrointestinals. Va morir el 5 de maig de 2006 a Istanbul.

## Filmografia
| Any  | Pel·lícula                    | Director | Guionista | Productor |
| ---- | ----------------------------- | -------- | --------- | --------- |
| 2004 | Eğreti Gelin                  | Sí       | Sí        |           |
| 1999 | Eylül Fırtınası               | Sí       |           | Sí        |
| 1997 | Nihavend Mucize               | Sí       |           | Sí        |
| 1995 | Yer Çekimli Aşklar            | Sí       |           |           |
| 1994 | Gece, Melek ve Bizim Çocuklar | Sí       |           |           |
| 1992 | Düş Gezginleri                | Sí       | Sí        |           |
| 1990 | Berdel                        | Sí       | Sí        |           |
| 1990 | Bekle Dedim Gölgeye           | Sí       |           |           |
| 1989 | Ölü Bir Deniz                 | Sí       | Sí        | Sí        |
| 1988 | Arkadaşım Şeytan              | Sí       |           |           |
| 1987 | Kadının Adı Yok               | Sí       | Sí        |           |
| 1987 | Hayallerim Aşkım ve Sen       | Sí       |           |           |
| 1986 | Asiye Nasıl Kurtulur          | Sí       |           |           |
| 1986 | Değirmen                      | Sí       |           |           |
| 1986 | Aaahh Belinda                 | Sí       |           |           |
| 1985 | Dul Bir Kadın                 | Sí       | Sí        |           |
| 1985 | Amansız Yol                   |          |           | Sí        |
| 1985 | Körebe                        |          |           | Sí        |
| 1985 | Adı Vasfiye                   | Sí       |           |           |
| 1984 | Dağınık Yatak                 | Sí       |           |           |
| 1984 | Bir Yudum Sevgi               | Sí       | Sí        | Sí        |
| 1983 | Seni Seviyorum                | Sí       |           | Sí        |
| 1983 | Şekerpare                     | Sí       |           |           |
| 1982 | Dolap Beygiri                 | Sí       | Sí        |           |
| 1982 | Mine                          | Sí       | Sí        | Sí        |
| 1981 | Deli Kan                      | Sí       | Sí        |           |
| 1980 | Talihli Amele                 | Sí       |           |           |
| 1980 | Zübük                         |          | Sí        |           |
| 1979 | Adak                          | Sí       |           | Sí        |
| 1979 | Ne Olacak Şimdi               | Sí       | Sí        |           |
| 1978 | Kibar Feyzo                   | Sí       |           |           |
| 1978 | Minik Serçe                   | Sí       |           | Sí        |
| 1978 | Köşeyi Dönen Adam             | Sí       | Sí        |           |
| 1977 | Acı Hatıralar                 | Sí       |           |           |
| 1977 | Yangın                        | Sí       |           |           |
| 1977 | Baskın                        | Sí       | Sí        |           |
| 1977 | Selvi Boylum Al Yazmalım      | Sí       |           |           |
| 1977 | İbo ile Güllüşah              | Sí       | Sí        |           |
| 1976 | Baş Belası                    | Sí       |           |           |
| 1976 | Hasip ile Nasip               | Sí       |           |           |
| 1976 | Tuzak                         | Sí       |           |           |
| 1976 | Mağlup Edilemeyenler          | Sí       | Sí        |           |
| 1975 | Deli Yusuf                    | Sí       | Sí        |           |
| 1975 | İşte Hayat                    | Sí       |           |           |
| 1975 | Çapkın Hırsız                 | Sí       |           |           |
| 1974 | Zavallılar                    | Sí       | Sí        |           |
| 1974 | Kuma                          | Sí       | Sí        |           |
| 1974 | Salako                        | Sí       |           |           |
| 1973 | Kambur                        | Sí       |           |           |
| 1973 | Mevlana                       | Sí       |           |           |
| 1973 | Güllü Geliyor Güllü           | Sí       |           |           |
| 1972 | Utanç                         | Sí       |           |           |
| 1972 | Köle                          | Sí       |           |           |
| 1972 | Zulüm                         | Sí       |           |           |
| 1972 | Cemo                          | Sí       |           |           |
| 1972 | Gelinlik Kızlar               | Sí       |           |           |
| 1972 | Günahsızlar                   | Sí       |           |           |
| 1971 | Unutulan Kadın                | Sí       |           |           |
| 1971 | Ateş Parçası                  | Sí       |           |           |
| 1971 | Battal Gazi Destanı           | Sí       | Sí        |           |
| 1971 | Yedi Kocalı Hürmüz            | Sí       |           |           |
| 1971 | Güllü                         | Sí       | Sí        |           |
| 1970 | Aşktan da Üstün               | Sí       |           |           |
| 1970 | Yaban Gülü                    |          | Sí        |           |
| 1970 | Kara Gözlüm                   | Sí       |           |           |
| 1970 | Darıldın mı Cicim Bana        | Sí       |           |           |
| 1970 | Zeyno                         | Sí       |           |           |
| 1969 | Menekşe Gözler                | Sí       |           |           |
| 1969 | Kölen Olayım                  | Sí       |           |           |
| 1969 | Kızıl Vazo                    | Sí       |           |           |
| 1968 | Yasemin'in Tatlı Aşkı         | Sí       |           |           |
| 1968 | Köroğlu                       | Sí       |           |           |
| 1968 | Cemile                        | Sí       |           |           |
| 1967 | Kozanoğlu                     | Sí       |           |           |
| 1967 | Harun Reşid'in Gözdesi        | Sí       |           |           |
| 1967 | Balatlı Arif                  | Sí       |           |           |
| 1966 | Ah Güzel İstanbul             | Sí       |           |           |
| 1966 | Toprağın Kanı                 | Sí       |           | Sí        |
| 1966 | Sevgilim Artist Olunca        | Sí       |           |           |
| 1966 | Pembe Kadın                   | Sí       |           |           |
| 1966 | Ölüm Tarlası                  | Sí       |           |           |
| 1965 | Hep O Şarkı                   | Sí       |           |           |
| 1965 | Murad'ın Türküsü              | Sí       |           |           |
| 1965 | Taçsız Kral                   | Sí       |           |           |
| 1965 | Sayılı Dakikalar              | Sí       |           |           |
| 1964 | Keşanlı Ali Destanı           | Sí       | Sí        |           |
| 1964 | Öp Annenin Elini              |          | Sí        |           |
| 1964 | Erkek Ali                     | Sí       |           |           |
| 1964 | Kalbe Vuran Düşman            | Sí       |           |           |
| 1964 | Halk Çocuğu                   |          | Sí        |           |
| 1963 | Yarın Bizimdir                | Sí       |           |           |
| 1963 | Azrailin Habercisi            | Sí       |           | Sí        |
| 1963 | İki Gemi Yanyana              | Sí       |           |           |
| 1962 | Bir Gecelik Gelin             | Sí       |           |           |
| 1962 | Beş Kardeştiler               | Sí       |           |           |
| 1962 | Battı Balık                   | Sí       |           |           |
| 1962 | Cengiz Han'ın Hazineleri      | Sí       |           | Sí        |
| 1961 | Allah Cezanı Versin Osman Bey | Sí       |           | Sí        |
| 1961 | Yaban Gülü                    |          | Sí        |           |
| 1961 | Kızıl Vazo                    | Sí       |           |           |
| 1961 | Seni Kaybedersem              | Sí       | Sí        | Sí        |
| 1961 | Tatlı Bela                    | Sí       |           |           |
| 1960 | Ölüm Perdesi                  | Sí       |           |           |
| 1960 | Ateşten Damla                 |          | Sí        |           |
| 1960 | Suçlu                         | Sí       | Sí        |           |
| 1960 | Ayşecik Şeytan Çekici         | Sí       |           |           |
| 1960 | Dolandırıcılar Şahı           | Sí       |           | Sí        |
| 1960 | Şoför Nebahat                 |          | Sí        |           |
| 1959 | Bu Vatanın Çocukları          | Sí       | Sí        |           |
| 1959 | Ala Geyik                     | Sí       | Sí        |           |
| 1959 | Karacaoğlan'ın Kara Sevdası   | Sí       | Sí        |           |
| 1958 | Bir Şoförün Gizli Defteri     | Sí       | Sí        |           |
| 1958 | Çoban Kızı                    |          | Sí        |           |
| 1958 | Kumpanya                      | Sí       | Sí        |           |
| 1958 | Yaşamak Hakkımdır             | Sí       | Sí        |           |
| 1958 | Üç Arkadaş                    |          | Sí        |           |
| 1957 | Gelinin Muradı                | Sí       | Sí        |           |
| 1956 | Beş Hasta Var                 | Sí       | Sí        |           |
| 1955 | Dağları Bekleyen Kız          | Sí       | Sí        |           |
| 1955 | İlk ve Son                    | Sí       |           |           |
| 1955 | Kadın Severse                 | Sí       | Sí        |           |
| 1954 | Şimal Yıldızı                 | Sí       |           |           |
| 1953 | Aşk Istıraptır                | Sí       | Sí        |           |
| 1953 | Hıçkırık                      | Sí       | Sí        |           |
| 1952 | Deliler Pansiyonu             | Sí       | Sí        |           |
| 1951 | Kanlı Feryad                  | Sí       | Sí        |           |
| 1951 | Mezarımı Taştan Oyun          | Sí       |           |           |

## Llibres
- Söylemek Güzeldir, Afa Yayınları, maig de 1995
- Bir Sinemacının Anıları, Doğan Kitapçılık, gener de 2002

## Nominacions i premis
- Festival de cinema turc de la Societat de Periodistes, 1959, This Land's Children, Millor director
- 2n Festival Internacional de Cinema d'Antalya, 1965, Kesanli Ali's Epic, Millor director
- 2n Festival Internacional de Cinema d'Antalya, 1965, Kesanli Ali's Epic, pel·lícula finalista
- 9è Festival Internacional de Cinema d'Antalya, 1972, Zulüm, Millor director
- 13è Festival Internacional de Cinema d'Antalya, 1976, Deli Yusuf, Millor director
- 15è Festival Internacional de Cinema d'Antalya, 1978, My Girl with the Red Scarf, Millor director
- 21è Festival Internacional de Cinema d'Antalya, 1984, A Sip of Love, Millor director
- Festival Internacional de Cinema d'Istanbul, 1985, A Sip of Love, Millor pel·lícula turca de l'any
- Festival Internacional de Cinema d'Istanbul, 1986, El seu nom és Vasfiye, Millor pel·lícula turca de l'any
- 23è Festival Internacional de Cinema d'Antalya, 1986, Ah! Belinda, Millor Directora
- 10è Festival Internacional de Cinema d'Istanbul, 1991, Premi Honorífic
- XII edició de la Mostra de València 1991, Berdel, Palma d'Or a la Millor Pel·lícula[6]
- 6è Festival de cinema d'Adana Altın Koza, 1992, Berdel, pel·lícula finalista
- 33è Festival Internacional de Cinema d'Antalya, 1996, premi Honor of Lifetime
- 14è Festival Internacional de Cinema de Moscou, 1985, nominació al Premi d'Or (Mine)[7]